# Arholma-Idö naturreservat
Arholma-Idö naturreservat är ett naturreservat i Norrtälje kommun i Stockholms län.
Området är naturskyddat sedan 1978 och är 1887 hektar stort. Reservatet omfattar flera delar belägna på Arholma och öar och kobbar omkring. Reservatet består av ängs- och betesmarker och barrblandskog, tallskog och granskog.